# Rotta dell'oro
La rotta dell'oro è una rotta marittima che unisce New York a San Francisco.
La sua origine risale alla seconda metà dell'Ottocento, quando i velieri partivano da New York per arrivare a San Francisco per scopi commerciali: chi arrivava per primo, tra di loro, aveva dei vantaggi rispetto agli altri nel vendere le merci a prezzi più alti. 
La prima imbarcazione a stabilire il record di percorrenza fu la  Flying Cloud, nel 1854 (imbarcazione categoria clipper costruita da Donald McKay). Il record durò fino al 1989, per oltre 130 anni. La Flying Cloud fu capitanata da Josiah Perkins Creesy che con sua moglie Ellenor Prentiss-Creesy raggiunse San Francisco in 89 giorni e 8 ore. Furono i primi a utilizzare la nuova rotta prevista dall'allora tenente Matthew Fontaine Maury passante per il pericoloso capo Horn, che permise di scendere sotto i 100 giorni di navigazione.
Il 16 febbraio 2013 Giovanni Soldini e il team di Maserati VOR 70 (Ryan Breymaier, Sebastien Audigane, Jianghe Teng, Carlos Hernández, Guido Broggi, Michele Sighel, Corrado Rossignoli, Boris Herrmann) tagliano la linea del traguardo sotto il Golden Gate Bridge di San Francisco aggiudicandosi il record per la categoria dei monoscafi in 47 giorni, 0 ore, 42 minuti e 29 secondi. Il precedente primato era stato stabilito nel 1998 da Yves Parlier su Aquitaine Innovations in 57 giorni e 3 ore.